# Envelhecimento em gatos
Avanços na medicina veterinária e na educação dos donos aumentaram a expectativa dos gatos domésticos. O envelhecimento em gatos é influenciado por diversos fatores, como a genética do animal, doenças e lesões prévias. Assim, todos os gatos envelhecem de maneira diferente.

## Tempo de vida médio entre gatos domésticos
A expectativa de vida média dos gatos domésticos aumentou nas últimas décadas. Na década de 1980, ela era de sete anos. Em 1995, se tornou nove anos, e em 2021, 15 anos. Informações confiáveis sobre a expectativa de vida dos gatos domésticos são variadas e limitadas. No entanto, vários estudos investigaram o assunto e chegaram a estimativas notáveis. As estimativas de expectativa de vida média nesses estudos variam entre 13 e 20 anos, com um único valor em torno de 15 anos. Um estudo encontrou um valor médio de expectativa de vida de 14 anos e um intervalo interquartil correspondente de 9 a 17 anos. A expectativa de vida máxima foi estimada em 22 a 30 anos, embora existam alegações de gatos que viveram mais de 30 anos. Conforme a edição de 2010 do Guinness World Records, o gato mais velho já documentado foi Creme Puff, que morreu em 2005, com 38 anos e 3 dias. As gatas fêmeas geralmente vivem mais que os machos, enquanto gatos castrados e gatos mestiços normalmente ultrapassam  gatos não castrados e puros, respectivamente. Obesidade e magreza excessiva são fatores no aumento da morbidade e da mortalidade.

Em um estudo sobre mortalidade de gatos, as causas mais frequentes foram traumas (12,2%), distúrbios renais (12,1%), doenças inespecíficas (11,2%), neoplasias (10,8%) e lesões de massa (10,2%).

## Sinais de envelhecimento
Os gatos mais velhos são classificados em maduros (7 a 10 anos), sêniores (11 a 14 anos) e geriátricos (15 anos ou mais). Eles são mais sensíveis a mudanças de rotina e de ambiente, assim como alterações em suas dietas. Portanto, quando necessárias, essas mudanças devem ocorrer lentamente. Com a idade avançada, os gatos podem ter a capacidade ou a vontade de se exercitar reduzidas, por motivos como fraqueza muscular e osteoartrite. Assim, é importante que sejam incentivados com brinquedos leves e porções alimentares pequenas e frequentes. Muitos gatos idosos apresentam também aumento na afetividade, sociabilidade e demanda por atenção, o que pode ser explicado pela maior dependência do animal pelo seu dono.
A obesidade diminui a expectativa de vida dos felinos, no entanto, a perda de peso é mais comum, e resulta de mudanças fisiológicas relacionadas ao envelhecimento, processos patológicos e mudanças comportamentais. Gatos idosos também têm redução na ingestão de água, aumentando o risco de desidratação. A imunossenescência com a idade diminui a capacidade do organismo de combater infecções, assim como de perceber a presença de células neoplásicas. Perda de massa magra, degeneração articular e osteoartrite podem também ter efeitos consideráveis em gatos idosos.

### Nutrição
Em cães e humanos, o requerimento energético é reduzido no envelhecimento. No entanto, em gatos isso ocorre até os 10 a 12 anos, e após essa idade o requerimento energético aumenta. Gatos idosos apresentam digestão alimentar ineficiente, com a redução da produção de ácido gástrico, da atividade da lipase pancreática, da motilidade intestinal e com a mudança na composição da bile. Além da digestão, a absorção dos componentes da dieta são diminuídas, principalmente de gorduras e proteínas. Assim, esses animais devem receber alimentos altamente digestíveis, densos em energia e com maior quantidade de proteína. Ainda, podem ser beneficiados com a suplementação alimentar de antioxidantes, ácidos graxos essenciais e prebióticos. Problemas dentários são também comuns em gatos idosos, o que é um dos motivos para a perda de apetite e emagrecimento.